# Fria Proteatern
Fria Proteatern (tidigare NJA-gruppen) var en fri teatergrupp, som var verksam i Stockholm 1971–1990.

## Historik
Fria Proteatern hade sina rötter i musikgruppen The Mascots, som startades på 1960-talet av ett antal musikstuderande. År 1967 kom de i kontakt med Dramaten och anlitades som musiker för flera pjäser. Under namnet NJA-gruppen gjorde de 1969 en pjäs om Norrbottens Järnverk AB i Luleå. Efter att ha spelat vid en strejk i Kiruna valde gruppen att byta från Dramaten och bli medlemmar av Proteatern  inom Riksteatern. Proteatern hade bildats i juli 1967 av bland annat Per Ragnar och Fred Hjelm. Gruppen bildade i juni 1971 den fristående teaterensemblen Fria Proteatern . I teatergruppen kom att ingå skådespelare som bland andra Mia Benson, Tomas Bolme, Per Sandborgh, Stefan Ringbom, Anders Forsslund, Gunnar Idering, Rolf Skoglund, Inger Liljefors, Elisabeth Nordkvist, Stefan Böhm, Tom Deutgen och Stig Engström.
Fria Proteatern hade åren 1974–1990 en fast scen i Scalateatern i Stockholm.

## Fria Proteaterns repertoar 1971–1990[4]
| År   | Produktion           | Upphovspersoner                      | Regi        | Noter |
| ---- | -------------------- | ------------------------------------ | ----------- | --- |
| 1971 | Pjäsen om Norrbotten |                                      |             | |
| 1972 | Kalle Anka           |                                      |             | |
| 1972 | Skogsmördarna        |                                      |             | |
| 1972 | Typerna och Draken   | Gunnar Ohrlander                     |             | Premiär 1972-10-27, Borgarskolan, Stockholm. Länk till affisch https://web.archive.org/web/20160913210006/http://www.affischerna.se/progg_poster/fria-proteatern-typerna-och-draken-2/ |
| 1973 | Mäster Palm lever om | Gunnar Ohrlander och Carsten Palmaer | Stefan Böhm | Scenografi Helena Henschen |

### Scalateatern(1974-1990)
| År   | Produktion                                                                             | Upphovspersoner                                                                 | Regi          | Noter |
| ---- | -------------------------------------------------------------------------------------- | ------------------------------------------------------------------------------- | ------------- | --- |
| 1974 | Sånger från Ljugarbänken                                                               |                                                                                 |               | |
| 1974 | Tummen                                                                                 |                                                                                 |               | |
| 1975 | Elin                                                                                   |                                                                                 |               | |
| 1976 | Operation Morgonrodnad                                                                 |                                                                                 |               | |
| 1977 | Knytkalas                                                                              |                                                                                 |               | |
| 1977 | Hårda Bandage                                                                          |                                                                                 |               | |
| 1978 | Herr Puntila och hans dräng Matti                                                      |                                                                                 |               | |
| 1979 | Vägen hem                                                                              |                                                                                 |               | |
| 1979 | Audiens/Vernissage                                                                     |                                                                                 |               | |
| 1980 | Draken Drakon                                                                          | Jevgenij Sjvarts                                                                | Stefan Böhm   | Premiär 26 september 1980 Tomas Bolme, Stig Engström, Johan Karlberg, Puck Ahlsell, Guje Palm, Anki Larsson, Anders Forsslund, Christer Jonasson Scenografi och kostym Sören Brunes Översättning:Staffan Skott                                                                               |
| 1980 | Århundradets kärlekssaga                                                               | Märta Tikkanen                                                                  |               | |
| 1981 | Bänken                                                                                 | Roland Jansson                                                                  | Olof Willgren | Premiär 7 maj 1981 Tomas Bolme, Johan Karlberg, Puck Ahlsell |
| 1981 | Balladen om Eulenspiegel Ballade vom Eulenspiegel, vom Federle und der dicken Pompanne | Günther Weisenborn Översättning Teresia Neter-Castano                           | Jindra Puhony | Premiär 25 september 1981 Johan Karlberg, Puck Ahlsell, Guje Palm, Anki Larsson, Tom Deutgen, Ann Sofi Nilsson, Elisabeth Nordkvist, Clemens Paal Scenografi Vladimir Puhony |
| 1982 | Den blomstertid nu kommer                                                              | Gunnar Ohrlander                                                                | Stefan Böhm   | Premiär 12 februari 1982 Bengt C.W. Carlsson, Puck Ahlsell, Mia Benson, Tomas Bolme, Johan Karlberg, Anki Larsson, Elisabeth Nordkvist, Johnny Wingstedt Scenografi Torsten Jurell |
| 1983 | Sköna Helena La belle Hélène                                                           | Jacques Offenbach, Henri Meilhac och Ludovic Halévy Bearbetning Carsten Palmaer | Olof Willgren | Premiär 11 februari 1983 Mia Benson, Johan Karlberg, Tomas Bolme, Bengt C.W. Carlsson, Puck Ahlsell, Anki Larsson, Elisabeth Nordkvist, Stefan Böhm, Pierre Dahlander, Yvonne Elgstrand, Ole Forsberg, Sture Hovstadius, Anita Sellman Koreografi Saeed Hooshidar, Scenografi Charles Koroly |
| 1983 | Varken fågel eller fisk                                                                |                                                                                 |               | |
| 1984 | Med tvättad hals                                                                       |                                                                                 |               | |
| 1984 | Fordringsägare                                                                         |                                                                                 |               | |
| 1985 | Lucille                                                                                |                                                                                 |               | |
| 1986 | Turandot                                                                               |                                                                                 |               | |
| 1986 | Sånger av Vysotskij                                                                    |                                                                                 |               | |
| 1987 | Livet på en pinne                                                                      |                                                                                 |               | |
| 1987 | Skärbrännare                                                                           |                                                                                 |               | |
| 1988 | Vi lever, Vi lever                                                                     |                                                                                 |               | |
| 1989 | Bingo Bango Bongo                                                                      |                                                                                 |               | |
| 1989 | Oblomov                                                                                |                                                                                 |               | |
| 1990 | Till salu                                                                              |                                                                                 |               | |
| 1990 | Top Hat                                                                                |                                                                                 |               | |

## Musik
Musiken hade en viktig roll i Fria Proteaterns pjäser och man utgav även flera grammofoninspelningar. I januari 1972 låg deras låt "Har du hört vad som hänt" på Svensktoppen i tre veckor. Kompositör var Stefan Ringbom och bland övriga musiker märktes Rolf Adolfsson, Anders Forsslund och Gunnar Idering. Bland deras övriga låtar märks "Bonnieroperan" (1972).

## Vladimir Vysotskijs sånger
1986 kom den ryske skådespelaren och gitarrpoeten Vladimir Vysotskijs sånger ut i svensk översättning och tolkning av bröderna Ola och Carsten Palmaer, och började framföras på scen av Fria Proteatern. Sångerna tilltalade omedelbart en stor publik under gruppens turné runtom i Sverige. De framträdde även på Vladimir Vysotskijs egen scen, Tagankateatern i Moskva.

## Hoppets lilla orkester
Fria Proteatern lades ner 1990, men fortsatte även senare att samarbeta, prova nytt material och nya medlemmar, skriva nya arrangemang och fortsätta att leta sig fram i den sångskatt som finns kvar efter Vladimir Vysotskij och hans vänner.
Under oktober och november 2012, november 2013 och mars 2014 uppträdde de med nyöversatta och sällan sjungna sånger ur Vysotskijs och hans vänners repertoar. Några är skrivna av förebilder som Bulat Okudzjava och Aleksandr Vertinskij. Annat material är "förbrytarvisor" från Odessa.

## Diskografi
- 1970 - Hör upp allt folk (Under namnet NJA-gruppen)
- 1971 - Har ni hört kamrater
- 1972 - Typerna och draken
- 1973 - Koncert i København okt. 1973
- 1975 - Sånger från ljugarbänken
- 1976 - Knytkalas
- 1976 - IB, ÖB och SÄPO (singel)
- 1977 - Med vilken rätt
- 1987 - Sånger av Vysotskij - Ljudupptagning från Scalateatern, där Ola Ola Palmaer och Carsten Palmaers tolkning av några av Vladimir Vysotskij verk framfördes
- 2007 - Sånger av Vysotskij - ny utgåva med fyra nya sånger och 3 talade inslag, och för första gången på CD, och utgiven som en del av boken Vargjakten - ISBN 978-91-85703-03-6.
- 2013 - Andra sånger av Vysotskij och hans vänner - En dubbel-CD av en ljudupptagning från en liveinspelning på Scalateatern, Stockholm, i november 2013.